# Электродепо (остановочный пункт, Батайск)
Электродепо — остановочный пункт Ростовского региона Северо-Кавказской железной дороги, находящийся в городе Батайске Ростовской области.

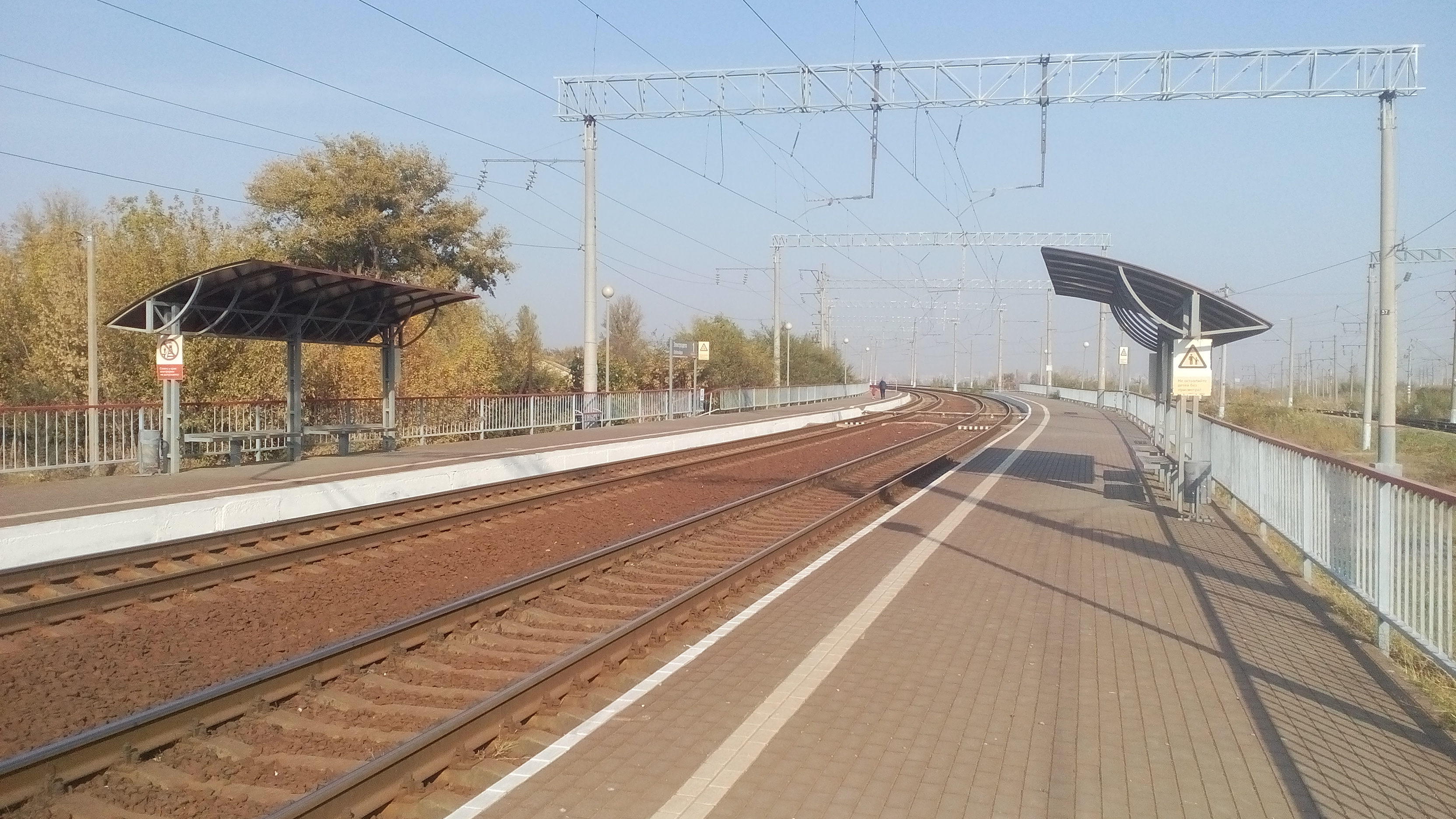
Перрон и павильон

Ранее остановочный пункт имел название 1354 км. На нём делают остановки электрички из Ростова-на-Дону до Кущёвской, Староминской, Азова и обратно.
История станции начинается с 1875 года, когда было начато строительство железнодорожной линии Батайск — Владикавказ — Ростов. В начале 1960-х годов была произведена реконструкция железнодорожной платформы и путей.